# Caleulema
Caleulema (Caileulema, Kaileulema) ist eine osttimoresische Aldeia im Suco Metagou (Verwaltungsamt Bazartete, Gemeinde Liquiçá). 2015 lebten in der Aldeia 471 Menschen.

## Geographie und Einrichtungen

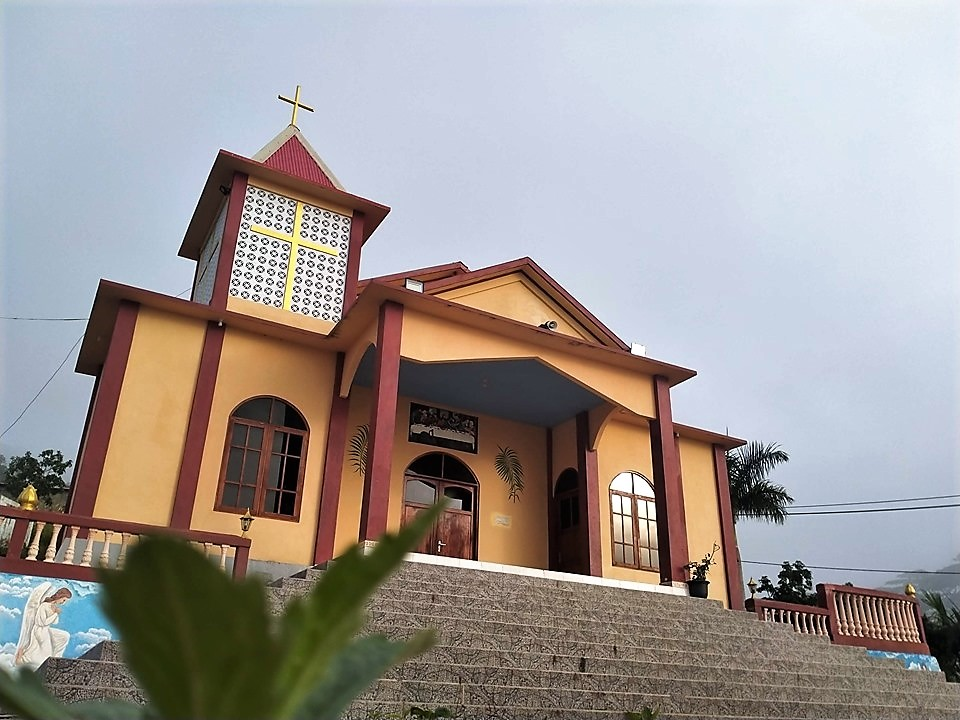
São Simão e São Judas Metagou

Caleulema bildet das Zentrum des Sucos Metagou. Nördlich liegt die Aldeia Metiluli und südlich die Aldeia Assorlema. Im Osten grenzt Caleulema an die Sucos Fatumasi und Leorema und im Westen an den Suco Suco Maumeta und das Verwaltungsamt Liquiçá mit seinem Suco Luculai. Die Flüsse Nunupupolo und Hatunapa entspringen im Osten und Westen Caleulemas. Sie sind die Quellflüsse des Carbutaeloa.
Das Dorf Caleulema liegt auf einem Bergrücken im Westen der Aldeia. Die Hauptstraße folgt dem obersten Punkt des Bergrückens. An ihr reihen sich die Häuser auf. Hier stehen der Sitz des Sucos, die Escola Primaria Metagou, ein Hospital und ein Friedhof sowie die Kapelle São Simão e São Judas Metagou. Im Osten liegt ein weiteres Dorf.

## Politik
2023 wurde Sebastião Correia zum Chefe de Aldeia gewählt.